# 帕萊斯特里納的尼羅河馬賽克

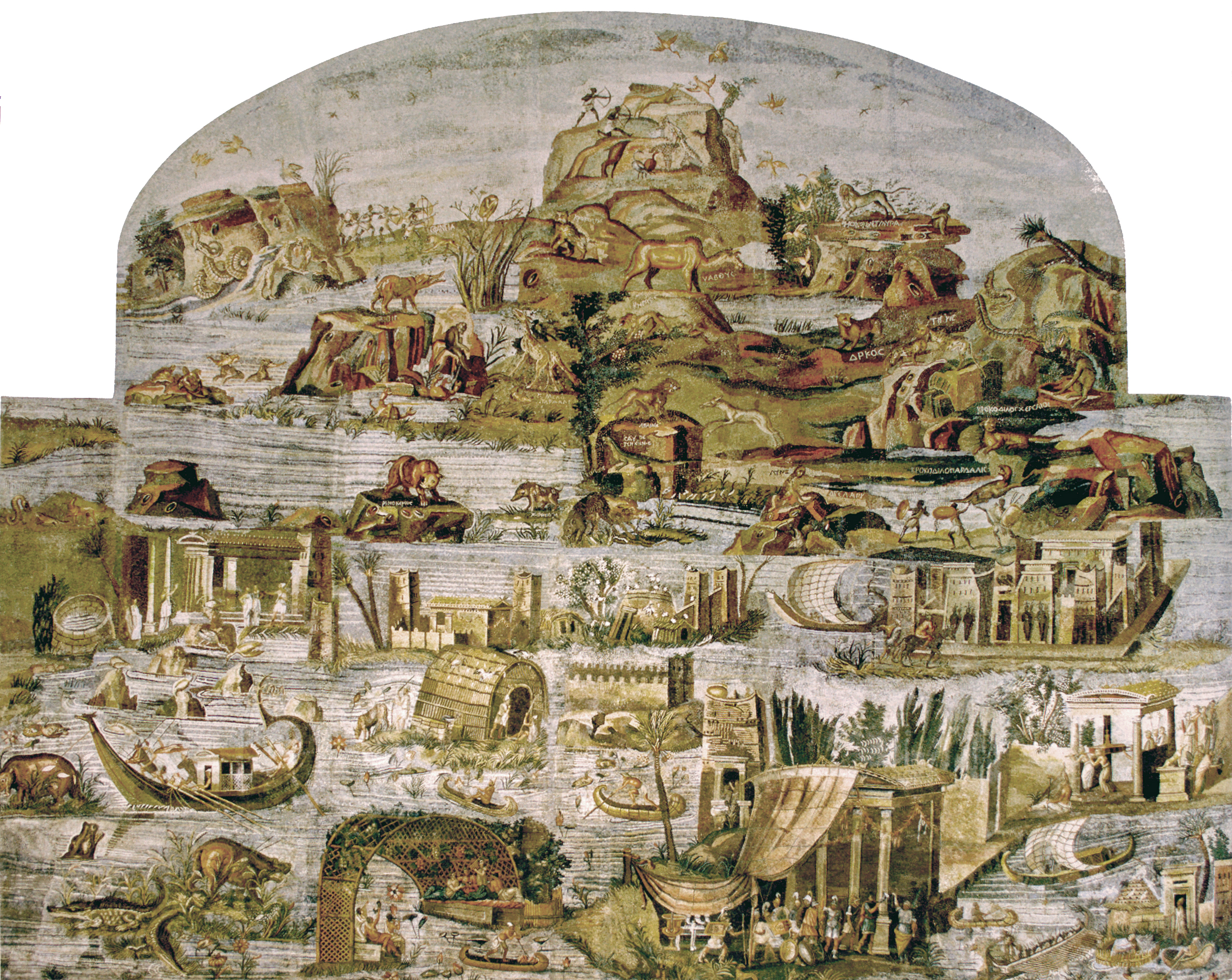
帕萊斯特里納的尼羅河馬賽克

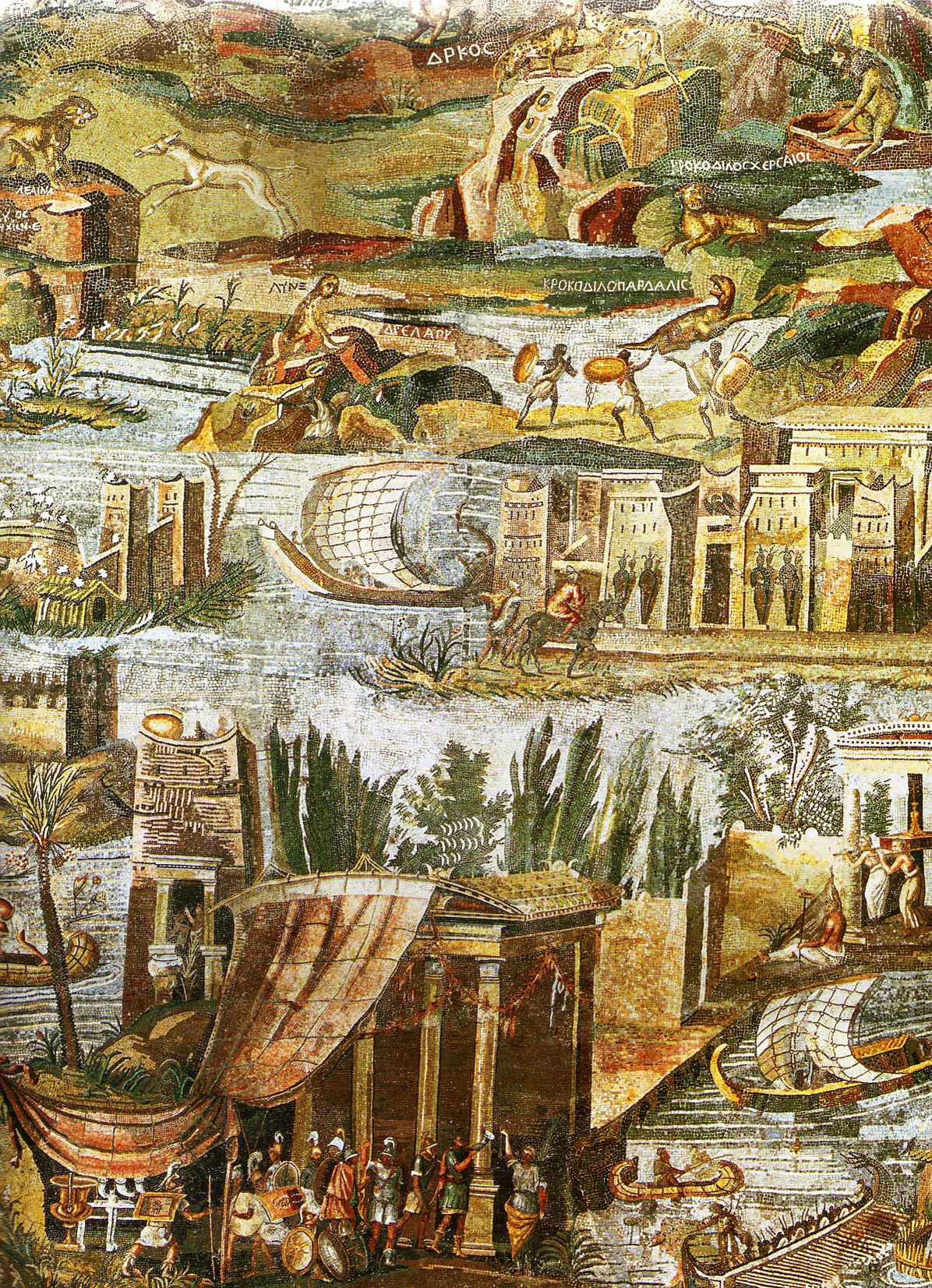
馬賽克的細節。

帕萊斯特里納馬賽克或帕萊斯特里納的尼羅河馬賽克是希臘化時代晚期的地板馬賽克，描繪了尼羅河從青尼羅河流進地中海的沿路風光。這幅馬賽克位於義大利中部古羅馬以東的小鎮帕萊斯特里納，是該鎮古典聖殿石窟的一部分，寬5.85米，高4.31米，讓我們得以一窺西元前1世紀羅馬人對古埃及異國情調的迷戀，這既是羅馬想象中埃及早期的表現形式 ，也是「尼羅河風景畫」風格的實例，而尼羅河風景畫在埃及和愛琴海有有著悠久的圖像學歷史。

## 描述
這幅馬賽克帶有拱形框架，可以確定其原本是鋪設在石窟後殿，內容詳細描繪了托勒密時代的希臘人、狩獵場景中的衣索比亞人和尼羅河的各種動物。這是羅馬人對尼羅河場景的最早描繪，另外在龐貝城也發現了幾件這樣的作品。 關於作品年代的共識正在慢慢形成。Paul G. P. Meyboom建議的時間點稍早於蘇拉統治前（約西元前100年），並將這幅馬賽克視為埃及崇拜在義大利傳播的早期證據，伊西斯與福圖納在義大利發生融合。他相信尼羅河景色是由風土記作家的德米特里 （ Demetrius the Topographer ）介紹引進羅馬，此人活躍於西元前165年，是來自托勒密埃及的希臘藝術家。Claire Préaux則重視夢幻般風景有著「避世主義」的本質。 

## 歷史

### 起源
尼羅河馬賽克與其姊妹作品「魚馬賽克」據说在15世紀時仍可在義大利帕萊斯特里納的古代城市普拉尼斯特（Praencste）見到。  在稍早於1507年的時候， 龐波尼奧·萊托（Pomponio Leto）交際圈內的人文主義者安東尼奧·沃爾斯科（Antonio Volsco）首次注意到這件藝術品，此時馬賽克還在蘇拉的福圖納·普里米格尼亞聖殿遺跡中。當時該城鎮歸羅馬的科隆納家族所有，其位於帕萊斯特里納的宮殿佔據了廢墟的一部分。
在老普林尼的博物誌關於義大利馬賽克地板的著名段落中，可能已提及了尼羅河馬賽克：

馬賽克早在蘇拉時代中就開始使用。今日仍然存在由極其微小的紙皮石製成的馬賽克，裝設在帕萊斯特里納的福圖娜神廟中。

沃爾斯科補充說明，這些是「按照圖案排列」。  毛里齊奧·卡爾維西（Maurizio Calvesi）考證了弗朗切斯科·科隆納為《尋愛綺夢》的作者時，參考了老普林尼的說法，確定了在《尋愛綺夢》中有些妙筆生花的段落是對馬賽克的親身體驗所致。 

### 17世纪
17世紀，帕萊斯特里納轉至巴貝里尼家族手中，他們在1624年至1626年間移出了大部分的馬賽克，卻未記錄整體構圖，在進一步的移動和損壞後，將其放在帕萊斯特里納的巴貝里尼宮展出，至今仍放在那邊。馬賽克曾多次被修復和修補，但在聖彼得教堂的文物修復工場（opificio）進行最初的修復之前，是卡西亞諾·德爾·波佐仔細繪製了各個部分的水彩畫。海倫·懷特豪斯（Helen Whitehouse）重新發現了這些失傳已久的水彩畫，從而能夠以一種更有意義的方式重建倖存片段，不過原始構圖尚有許多不明朗之處。自1953年以來，這幅馬賽克一直是帕萊斯特里納巴貝里尼宮的帕萊斯特里納國家博物館的一大特色。

## 資料來源
- Finley, The Light of the Past, 1965, p. 93.
- C. Roemer, R. Matthews, Ancient Perspectives on Egypt, Routledge Cavendish 2003, pp. 194ff.
- Paul G. P. Meyboom, The Nile Mosaic of Palestrina: Early Evidence of Egyptian Religion in Italy, Leiden:Brill 1995, pp. 80ff